# Bart van Brakel
Bart van Brakel (Wageningen, 5 aprile 1987) è un ex calciatore olandese, di ruolo centrocampista.

## Carriera
Nella stagione 2007-2008 ha giocato 4 partite in Eredivisie con il N.E.C.